# Садовая (Московская область)
Садовая — деревня в Дмитровском районе Московской области, в составе Сельского поселения Большерогачёвское. До 2006 года Садовая входила в состав Большерогачевского сельского округа. Население — 2 чел. (2010). 

## Расположение
Деревня расположена на северо-западе района, примерно в 25 км северо-западнее Дмитрова, у истока безымянного ручья, правого притока реки Лбовка, высота центра над уровнем моря — 181 м. 
Ближайшие населённые пункты — село Ивановское на юге, деревни Поповское на юго-востоке и Михалёво на северо-западе.

## История
Деревня Попиха до 1764 года входила в Ивановский церковный округ и принадлежала Николо-Пешношскому монастырю.
Попиха обозначена на карте Шуберта 1860 года (севернее села Ивановского).
Попиха (Садовая) входила в Ивановский сельсовет. В 1958 году была передана в Большерогачёвский сельсовет.

## Население
| 2002 | 2006 | 2010 |
| ---- | ---- | ---- |
| 0    | →0   | ↗2   |